# Dan Dorin Constantin Staicu
Dan Dorin Constantin Staicu (n. 18 iunie 1955) este un  fost deputat român în legislatura 1990-1992, ales în județul Dâmbovița pe listele partidului FSN.